# Statsgymnasiet Schneekloths Skole
Statsgymnasiet Schneekloths Skole var et gymnasium i København. Det blev nedlagt i 1992.
I 1854 oprettede Hans Schneekloth på Vesterbro en skole med navnet Realskolen for Frederiksberg og Vesterbro. Skolen flyttede i 1856 til Værnedamsvej (nr. 13.A) under navnet Latin- og Realskolen på Værnedamsvej.
Uffe Wöldike blev ansat ved skolen i 1880 og han var skoleinspektør der fra 1883 og til 1924.
I 1882 skiftede skolen navn til Schneekloths Latin- og Realskole.
I 1901 blev den overtaget af De forenede Latin- og Realskoler og i 1904 lagt sammen med med Hertz' Forberedelsesskole under navnet Schneekloths Latin- og Realskole og Hertz' Forberedelsesskole.
Skolen, bortset fra forberedelsesskolen, blev i 1919 overtaget af staten under navnet Svanholm Gymnasium med Schneekloths Skole som undertitel, men skiftede i 1930 navn til Statsgymnasiet Schneekloths Skole. Skolen var rekrutteringssted for håndboldklubben Schneekloth (der havde spillere som John Bernth og målmanden Bent Mortensen) og cricketklubben Svanholm. I 1940'erne lå skolens bygninger på Frederiksberg Allé.[kilde mangler]
Skolen optog kun drenge, indtil den flyttede til Brøndby Møllevej i 1969. I 1986 overtog Københavns Amt skolen under navnet Schneekloths Gymnasium, hvorefter den i 1992 blev nedlagt.